# (16474) 1990 QG3
(16474) 1990 QG3  es un asteroide perteneciente al grupo de los asteroides que cruzan la órbita de Marte.
Fue descubierto el 28 de agosto de 1990 por Henry E. Holt desde el observatorio Palomar.

## Designación y nombre
Designado provisionalmente como 1990 QG3.

## Características orbitales
1990 QG3 está situado a una distancia media del Sol de 2,237 ua, pudiendo alejarse hasta 2,913 ua y acercarse hasta 1,561 ua. Su excentricidad es 0,302 y la inclinación orbital 1,649 grados. Emplea 1222,21 días en completar una órbita alrededor del Sol.

## Características físicas
La magnitud absoluta de 1990 QG3 es 16,76.